# Qué hiciste
Singles de Jennifer Lopez
Control Myself
(2006) Te voy a querer
(2007)
Qué hiciste (français : « Qu'as-tu fait ? ») est une chanson de la chanteuse américaine Jennifer Lopez apparaissant sur son cinquième album Como ama una mujer sorti en 2007. Le titre est écrit et produit par Marc Anthony et Julio Reyes Copello. 
Le single devient un succès commercial pour Lopez qui se place dans plusieurs charts à travers le monde et devient son premier succès en espagnol en entrant dans le Billboard Hot 100.

## Musique et paroles
Qué hiciste est une chanson rock latino et RnB d'une durée de quatre minutes et cinquante-huit secondes. Cette chanson marque le début d'un projet musical qui dure trois ans et est conçue à l'origine à partir d'un rêve que Marc Anthony fait avec Rocío Dúrcal deux semaines après la mort de celle-ci,. 
Selon lui, Dúrcal lui demande d'écouter un morceau de musique, qui s'avère être la mélodie principale de la chanson. Il précise que, dans le rêve, Dúrcal lui dit que la chanson, qui n'a pas encore de titre, est exclusivement pour Jennifer. Lopez révèle que comme Anthony ne voulait pas oublier les paroles, et sans aucun studio à proximité, elle prend son téléphone, appelle son répondeur et demande à son mari de chanter la mélodie. En seulement quelques semaines, la chanson est finie. Après quelques mois, Lopez commence à écrire les paroles avec un auteur-compositeur espagnol, et les termines en seulement quinze minutes. Lopez affirme qu'enregistrer une chanson dans la langue de ses parents est un rêve devenu réalité pour elle.
La chanson est à l'origine, une ballade. Cependant, au fur et à mesure que les paroles sont écrites, la chanson se transforme en « quelque chose de plus dur, avec une teinte plus rock. C'est une chanson incroyablement intense. [...] C'est passionné et très amusant, avec un message qui tue ».

## Réception
Tijana Ilich du site About.com donne une critique positive de la chanson, déclarant que si le reste de Como Ama una Mujer est aussi bon que Qué Hiciste « cela signifie un autre grand succès pour Lopez ». James Reed de The Boston Globe appelle Qué Hiciste « une déviation sur un album autrement luxuriant et tranquille ».

## Nominations
Lors de la cérémonie des Prix Billboard de musique latine 2008, Qué Hiciste est nommé dans la catégorie Chanson Latino pop de l'année. La même année, la chanson reçoit un prix décerné par Broadcast Music. 

## Classement
| Pays        | N°  |
| ----------- | --- |
| Allemagne   | 10  |
| Autriche    | 19  |
| Belgique    | 11  |
| Espagne     | 1   |
| États-Unis  | 86  |
| Hongrie     | 7   |
| Italie      | 1   |
| Portugal    | 7   |
| Roumanie    | 3   |
| Royaume-Uni | 162 |
| Russie      | 7   |
| Suisse      | 1   |

## Clip vidéo
Le clip a été tourné en août 2006 à Dumont Dunes, en Californie, par Michael Hussman. Le clip commence avec Lopez conduisant une voiture ancienne sur une autoroute au milieu du désert. Puis il aperçoit quelque chose qui ressemble à une station-service et s'arrête là pour se changer et aller aux toilettes. Pendant le refrain, on la voit danser parmi les flammes dans le désert. On nous montre également des aperçus d'elle en train de changer de vêtements et de se teindre les cheveux. Il continue sa balade, mais cette fois sur le sable, loin de l'autoroute. Il s'arrête et sort un bidon d'essence qu'il verse partout dans la voiture. Lorsque le refrain recommence une deuxième fois, une voiture explose derrière Jennifer alors qu'elle s'éloigne. Dans les scènes suivantes, elle danse (dans des vêtements différents) dans le désert.